# Митар Мартинович
Митар Мартинович (серб. Митар Мартиновић; 8 вересня 1870 — 11 лютого 1954) — чорногорський державний діяч та військовик, прем'єр-міністр Королівства Чорногорія 1912—1913 років, міністр оборони Чорногорії у 1907—1910 та 1912—1913 роках, міністр закордонних справ у 1912—1913 роках. Згодом — дивізійний генерал югославської армії.

## Біографія
Він закінчив кадетську школу у Мілані та артилерійську інженерно-військову академію в Турині. У 1900 році опублікував твір під назвою «Дух війни та дисципліни». У 1902 році підвищений до чину бригадира. Він був головою придворного військового суду, а потім прем'єр-міністром, міністром оборони і міністром закордонних справ Чорногорії.
В облозі Шкодера під час Першої Балканської війни, командував Приморським загоном.
На початку Першої світової війни він був командиром Дринського та Герцеговинського загонів. Потім делегат до Головного Командування Російської імперії, під час командної оборони Котора та командир Ловченського загону.
У армії Королівства сербів, хорватів і словенців виконував обов'язки помічника командира армії у 1919—1921 роках.